# Turbobier
Turbobier (стилизовано как TURBOBIER) — австрийская панк-рок-группа, основанная в 2014 году в Вене. Лидером и автором большинства песен группы является гитарист Доминик Влазны.

## История группы
Коллектив создан в январе 2014 года, тогда же на YouTube был опубликован первый видеоклип, вскоре набравший огромную популярность у слушателей. Спустя некоторое время после этого группа дала несколько концертов в Австрии. В июле 2014 года песня Turbobier под названием «Lied Arbeitslos durch den Tag», пародия на хит Хелены Фишер, превратилась в вирусное видео на YouTube, набрав более миллиона просмотров. 
Это привело к тому, что музыканты привлекли внимание журналистов. В частности, Turbobier выступали в эфире австрийского телеканала ATV и немецкого ZDF, дали интервью городской газете Вены и немецкому журналу Bild, а также выступили по радио ORF.
В июне 2015 года на лейбле Warner Music Central Europe был выпущен дебютный альбом Turbobier, получивший название Irokesentango. Группа также принимала участие в различных фестивалях рок-музыки, в частности — Wacken Open Air, Nova Rock, Scene Openair.
На австрийской национальной музыкальной премии Amadeus в 2016 году группа была удостоена награды в номинации Hard & Heavy, а в 2018 году снова была номинирована в этой номинации. На церемонии награждения Amadeus 2022 года группа снова выиграла в номинации Hard & Heavy, кроме того, Turbobier также была номинирована на победу в категории концерт года.
27 января 2017 года второй альбом группы, Das Neue Festament, был выпущен на независимом лейбле Pogo Empire, принадлежащем основателю Turbobier Доминику Влазны. Альбом в итоге занял первое место в австрийских чартах.
В сентябре 2018 года Turbobier впервые гастролировали в Японии, дав 13 концертов, а затем в ноябре 2018 года отправились в турне по Китаю. 
8 марта 2019 года вышел третий студийный альбом Turbobier — King of Simmering, получивший положительные отзывы критиков. 

## Другие проекты
В 2016 году музыканты выпустили собственную настольную игру, практически сразу раскупленную фанатами группы. Кроме того, в 2017 году лидер Turbobier Доминик Влазны основал пародийную Пивную религиозную общину, сформулировавшую собственные десять заповедей.

## Бизнес
С 2017 года под брендом Turbobier выпускается эксклюзивное пиво, которое доступно как в бутылках, так и в банках. Пиво продается как в онлайн — магазинах, так и в супермаркетах сети Spar.

## Политика
В 2014 году Доминик Влазны стал основателем сатирической Пивной Партии, принявшей участие в муниципальных выборах в Вене в 2019 году.